# Élections législatives de 2002 dans la 14e circonscription du Nord
Les élections législatives françaises de 2002 dans la 14e circonscription du Nord se déroulent les 9 et 16 juin 2002.

## Circonscription
Par la loi no 86-1197 du 24 novembre 1986, la 14e circonscription du Nord regroupe jusqu'en 2010 les divisions administratives suivantes : canton de Bergues, canton de Bourbourg, canton de Cassel, canton d'Hondschoote, canton de Steenvoorde et canton de Wormhout et les communes de Bray-Dunes et de Zuydcoote.

## Contexte
La députée sortante Monique Denise (PS) fait face à Jean-Pierre Decool (UMP), Didier Lejeune (FN), Éric Delautre (CPNT), Luc Bonnenfant (Les Verts), Laetitia Dubuisson (LCR), David Dupuich (LO), Guillaume Dochez (PCF), Xavier Schleiter (Divers), Renée Deblonde (MNR), Claudine Hautekeur (Pôle républicain), Laurence Hernoult (écologiste), Nicolas Verhille (EXG), Jean-Yves Pintiaux (MÉI), Jacques Nuns (Divers), Béatrice Molnar (écologiste) et Benoit Robert (DVG).

## Résultats[2]
Ce scrutin voit la première élection de Jean-Pierre Decool comme député du Nord et ouvre son premier mandat à la chambre basse du Parlement français.
- Députée sortante : Monique Denise (PS)

| Candidat       | Candidat                | Parti             | Premier tour | Premier tour | Second tour | Second tour |  |
| Candidat       | Candidat                | Parti             | Voix         | %            | Voix        | %           |  |
| -------------- | ----------------------- | ----------------- | ------------ | ------------ | ----------- | ----------- |  |
|                | Jean-Pierre Decool élu  | UMP               | 20 407       | 42,91        | 26 776      | 58,09       |  |
|                | Monique Denise sortante | PS                | 13 777       | 28,97        | 19 319      | 41,91       |  |
|                | Didier Lejeune          | FN                | 5 797        | 12,19        |             |             |  |
|                | Éric Delautre           | CPNT              | 2 367        | 4,98         |             |             |  |
|                | Luc Bonnenfant          | Les Verts         | 795          | 1,67         |             |             |  |
|                | Laetitia Dubuisson      | LCR               | 745          | 1,57         |             |             |  |
|                | David Dupuich           | LO                | 715          | 1,5          |             |             |  |
|                | Guillaume Dochez        | PCF               | 692          | 1,46         |             |             |  |
|                | Xavier Schleiter        | Divers            | 535          | 1,13         |             |             |  |
|                | Renée Deblonde          | MNR               | 412          | 0,87         |             |             |  |
|                | Claudine Hautekeur      | Pôle républicain  | 371          | 0,78         |             |             |  |
|                | Laurence Hernoult       | Divers écologiste | 302          | 0,64         |             |             |  |
|                | Nicolas Verhille        | Extrême gauche    | 195          | 0,41         |             |             |  |
|                | Jean-Yves Pintiaux      | MÉI               | 168          | 0,35         |             |             |  |
|                | Jacques Nuns            | Divers            | 146          | 0,31         |             |             |  |
|                | Béatrice Molnar         | Divers écologiste | 97           | 0,2          |             |             |  |
|                | Benoit Robert           | Divers gauche     | 34           | 0,07         |             |             |  |
|                |                         |                   |              |              |             |             |  |
| Inscrits       | Inscrits                | Inscrits          | 71 435       | 100,00       | 71 427      | 100,00      |  |
| Abstentions    | Abstentions             | Abstentions       | 22 612       | 31,65        | 23 342      | 32,68       |  |
| Votants        | Votants                 | Votants           | 48 823       | 68,35        | 48 085      | 67,32       |  |
| Blancs et nuls | Blancs et nuls          | Blancs et nuls    | 1 268        | 2,6          | 1 990       | 4,14        |  |
| Exprimés       | Exprimés                | Exprimés          | 47 555       | 97,4         | 46 095      | 95,86       |  |